# Yunnanilus spanisbripes
Yunnanilus spanisbripes és una espècie de peix de la família dels balitòrids i de l'ordre dels cipriniformes.

## Morfologia
- Fa 7,5 cm de llargària màxima.
- 11 radis tous a l'aleta dorsal i 7 a l'anal.
- Es diferencia de Yunnanilus sichuanensis per tindre entre 15 i 19 porus a les escates de la línia lateral vs. 10-12 d'aquell; de Yunnanilus chui per la diferència de franges entre femelles i mascles i presentar entre 15 i 19 porus a la línia lateral (en oposició a les franges similars i els 2-4 porus de Y. chui), i de Yunnanilus pulcherrimus per la diferència de franges entre femelles i mascles i la presència de 20-22 bandes verticals als flancs (en oposició a les franges similars i les 12-17 bandes d'aquell).[2][4]

## Hàbitat i distribució geogràfica
És un peix d'aigua dolça, demersal i de clima tropical, el qual viu al riu Niulanjiang (Yunnan, la Xina).

## Observacions
És inofensiu per als humans.